# Die Ärzte
Die Ärzte (с нем. — «Врачи») — немецкая панк-рок группа из Берлина. Музыканты со свойственными для них дерзостью и юмором называют свою группу «Die beste Band der Welt» («Лучшая группа в мире»), по аналогии с группой Kiss, которые называют себя «The hottest band in the world» («Самая горячая группа в мире»). Наряду с дюссельдорфской группой Die Toten Hosen, Die Ärzte являются наиболее известным панк-рок коллективом Германии. Группа знаменита оригинальным подходом к изданию своих записей, секретными турами и регулярным взаимодействием с поклонниками. Все участники занимают очень чёткую и жёсткую антифашистскую позицию, а также активно выступают за защиту экологии, прав человека и животного мира. Die Ärzte выпустили самое большое количество альбомов среди немецких рок-групп.
На сегодняшний день в состав группы входят: гитарист Фарин Урлауб (нем. Farin Urlaub, настоящее имя Ян Ульрих Макс Феттер), барабанщик Бела Б. (нем. Bela B., настоящее имя Дирк Фельзенхаймер) и басист/гитарист Род (нем. Rod, настоящее имя Родриго Андрес Гонсалес Эспиндола). Все трое выступают в роли вокалистов и авторов песен. В изначальном составе с 1982 по 1986 бас-гитаристом являлся Зани (нем. Sahnie, настоящее имя Ханс Рунге), которого в период с 1986 по 1988 в качестве сессионного музыканта сменял Хаген Либлинг, известный как The Incredible Hagen.

## История

Die Ärzte logo

### Создание группы и первые годы
Группа Die Ärzte была создана в 1982 году Фарином Урлаубом (Jan Vetter), Белой Б. (Dirk Felsenheimer) и Зани (Hans Runge). Бела и Фарин ранее играли в группе Soilent Grün, и когда команда распалась, решили создать, в противовес политической панковской тусовке того времени, группу, исполняющую шуточные и ироничные песни. Согласно официальной биографии, название «Die Ärzte» возникло без какого-либо определённого посыла. Наиболее распространённая теория — Бела заметил, что в музыкальных магазинах нет ни одной группы, название которой начиналось бы на букву Ä.
Их первый концерт состоялся в конце 1982 года в доме, оккупированном панками в Западном Берлине. Последующие два года «Врачи» выступали в основном в клубах Западного Берлина. В 1983 году Die Ärzte выиграли конкурс рок-музыки Берлинского сената и с помощью выигранного приза (10 тыс. дойчмарок) записали свой дебютный мини-альбом Uns geht's prima («У нас всё великолепно»), вышедший в 1984 году. На обложке белого цвета красовался красный крест, который можно было наблюдать и на плакатах во время концертов. По словам Белы, этот символ вызвал массу недоразумений. Случалось, на вечерние концерты приходили люди, собирающиеся сдать кровь. Естественно, это вызвало недовольство немецкого Красного Креста, официальных владельцев символа. Результат — «Врачам» запретили использовать логотип. Но ребята не стушевались, и просто стали использовать кресты других цветов: голубого, зелёного и жёлтого.
После выхода сингла группу заметила фирма Columbia Records (сегодня Sony Music) и подписала с ними контракт. В том же году вышел дебютный альбом «Врачей» Debil («Дебил»), записанный всего за 13 дней. Этот альбом и явился их коммерческим прорывом. В этом же году они приняли участие в фильме Richy Guitar, главную роль в котором играл Фарин Урлауб.
В 1985 год году Die Ärzte записали и выпустили второй студийный альбом Im Schatten der Ärzte («В тени врачей»). Год спустя басист Зани покинул группу. Фарин и Бела не раз упрекали Зани в том, что он уделяет недостаточно внимания музыке и состоит в группе только ради девочек и денег.

### 1986—1988 годы: Скандалы, выпуск альбомов в ГДР, распад группы
Уже в 1986 последовала третья студийная работа группы — одноимённый альбом Die Ärzte. Зани покинул коллектив и его заменил новый басист — Хаген Либлинг (Hagen Liebling) в роли концертного бас-гитариста. Партии баса в альбоме записал продюсер группы Манфред Прэкер. Обложку альбома украшали лица Фарина и Белы.
27 января 1987 года альбом Die Ärzte был запрещён к продаже из-за песни Geschwisterliebe («Любовь брата и сестры»). Запрет был перепроверен и подтверждён «Федеральным агентством по надзору за СМИ» 2 декабря 2004 года. Это же ведомство 10 июня 1987 года наложило запрет на альбом «Debil» из-за содержания песен Claudia hat ’nen Schäferhund («У Клаудии есть овчарка») и Schlaflied («Колыбельная»). Этот запрет был снят 29 октября 2004 года. Между тем, концерн Karstadt прекратил продажу двух вышеозначенных альбомов, с выступлением группы на телевидении дела обстояли также неважно. Настали времена финансового коллапса, именно в это время участники группы стали подумывать о закрытии проекта.
В качестве реакции на запрет двух альбомов «Врачи» выпустили в 1987 году мини-пластинку Ab 18 («Старше 18»), которая содержала все запрещённые песни, и, как и следовало ожидать, незамедлительно была подвергнута запрету. Практически в это же время группа выпустила компиляцию своего творчества на диске Ist das alles? — 13 Höhepunkte mit den Ärzten («И это все? — 13 лучших моментов с „Врачами“»). В этом альбоме запрещённых песен не было.
Во время скандального концерта, состоявшегося 22 июня 1988 года в Клеве, группа исполнила мелодию песни Geschwisterliebe, а публика воспроизвела текст. Суд приговорил группу к выплате штрафа в размере 1000 дойчмарок, хотя «Врачи» спели лишь слово Liebe («любовь») в конце песни. Об этом инциденте суду стало известно благодаря неофициальной записи фанатов группы, присутствовавших на концерте. Перед началом исполнения композиции «Врачи», в ироничной форме, попросили зрителей не петь. Помимо прочего, ребята сыграли песню Claudia III («Клаудиа III»), которая была задумана как чистой воды провокация против решения Федерального агентства. Слова были несколько изменены, а потому песня не могла попасть под запрет.
Несмотря на то, что «Врачи» родом из Берлина, они довольно поздно стали покорять восточную часть города. Важную роль в экспансии сыграл «друг ГДР» — новый басист Хаген. Именно он, гастролировавший вместе с группой, занимался распространением музыки «Врачей» в магазинах, ресторанах и молодёжных клубах Восточного Берлина. В результате молодёжная радиостанция DT64 заинтересовалась деятельностью «Врачей» и взяла у них интервью, которое, однако, в эфир не вышло.
Во время своего второго визита в Восточный Берлин «Врачи» посетили концерт группы Die Anderen, именно тогда созрела идея совершить турне по ГДР. Менеджер группы Кони Концак (Conny Konzack) договорился с государственной звукозаписывающей фирмой Amiga об издании пластинки и занялся организацией турне, состоящего из десяти концертов. Для альбома было выбрано название Ist das alles? («Это всё?»). Четыре песни были заменены. По законам плановой экономики компания Amiga могла выпустить лишь 2 тыс. экземпляров. Министерство культуры заморозило выпуск альбома и отложило турне на неопределённый срок. В 1987 году, без ведома группы, компания Amiga всё-таки выпустила пластинку с названием Die Ärzte, на которой было четыре песни группы: Zu spät («Слишком поздно»), Gehn wie ein Ägypter («Ходить как египтяне»), Radio brennt («Радио горит») и Du willst mich küssen («Ты хочешь меня поцеловать»).
После падения Берлинской стены контакт между студиями Columbia Records и Amiga был потерян; «Врачи» к этому моменту перестали существовать как группа. С высоты пройденных лет Бела Б. резюмирует: «…ГДР больше не существовало, и наша группа распалась. Напоследок мы должны были отыграть как минимум один концерт в Восточном Берлине».
Решение о роспуске группы было принято окончательно. Фарин и Бела, являясь равноправными основателями и лидерами группы пришли к мнению, что большего успеха им достичь уже не удастся. Последняя студийная пластинка должна была называться Das ist nicht die ganze Wahrheit… («Это не вся правда…»). Альбом был, в частности, посвящён «…всем фанатам и друзьям в ГДР». Он, как и ожидалось, продавался довольно бойко. Слухи о возможном распаде группы вызвали огромный спрос на пластинки и билеты на концерты прощального тура. Песня Westerland стала на тот момент самым успешным синглом группы. Радио-бойкот был снят, предстояло провести прощальный тур. 9 июля 1988 года в Вестерланде на острове Зильт был дан последний концерт.
После этого в 1988 году был выпущен последний запланированный альбом Nach uns die Sintflut («После нас хоть потоп»), состоящий из 37 концертных записей с трёх разных выступлений. В комплекте с первым изданием винила и CD шёл сингл Der Ritt Auf Dem Schmetterling - инструментальная версия скандальной и запрещённой песни Geschwisterliebe. Вопреки желанию звукозаписывающей компании этот альбом продавался по цене двойного. Данная концертная запись стала для группы первой в своём роде и заняла высшую позицию в немецком чарте.
В 1990 году Бела и Фарин встретились ещё раз в студии под псевдонимом Bela B. & Jan для записи песни Wir brauchen… Werner («Нам нужен… Вернер») в качестве саундтрека к фильму Werner — Beinhart!. Позже оба музыканта скажут, что это было «чудовищно». Они уверились в правильности решения о роспуске группы.

### 1989—1993 годы: Годы вне группы
После распада в 1989 году появилась пластинка Die Ärzte früher! — Der Ausverkauf geht weiter! («Ранние „Врачи“! — Распродажа продолжается!»), на которой, наряду со старыми композициями из первых альбомов, содержалось четыре ранее неопубликованных песни.
С 1988 по 1993 Фарин и Бела пытаются добиться коммерческого успеха с группами King Køng и Depp Jones (первое название S.U.M.P.) соответственно, но обе попытки нельзя было назвать удачными.

### 1993—1999 годы: Воссоздание группы и последующий успех
В 1993 году Бела и Фарин вместе с Родриго Гонсалесом (Rodrigo González) в качестве басиста, решают снова собрать группу. Инициатором был Фарин, причём именно он настоял на роспуске «Врачей», когда они находились на пике популярности. В своём многостраничном письме, адресованном Беле, он предлагал «начать зарабатывать деньги с помощью „Врачей“». Чилиец Родриго Гонсалес на тот момент был хорошим приятелем Белы и гитаристом Depp Jones.
Новую звукозаписывающую компанию они искали довольно оригинальным способом, разместив в журнале «Musik Markt» объявление «Beste Band der Welt sucht Plattenfirma» («Лучшая группа в мире ищет звукозаписывающую компанию»). Таким образом, несколько компаний должны были выиграть конкурс на самое выгодное предложение. «Врачи» выбрали фирму Metronome. Помимо этого Бела заключил договор с фирмой PAISTE, специализирующейся на производстве тарелок для ударных установок. Они поставляли свою продукцию для концертов, репетиций и съёмок. Через Рода Фарин познакомился с производителем гитар Томасом Хармом (Thomas Harm), которой впоследствии изготовил для него уникальные экземпляры, в точности соответствующие представлениям Фарина о гитарах. «Врачи» записали свой новый альбом Die Bestie in Menschengestalt («Бестия в человеческом обличии»), который ознаменовал собой возвращение группы. Их первая успешная песня Schrei nach Liebe («Крик любви») стала вызовом, направленным против экстремистских организаций, которые вновь стали популярными в объединённой Германии. После этого в 1994 году «Врачи» отправились в турне «Tour Tour».
В 1994 вышел в свет сборник лучших песен Das Beste von kurz nach früher bis jetze («Лучшее из совсем раннего и более актуального»), в котором содержалось много старых песен. Помимо этого, на данном сборнике было издано кое-что из знаменитых Moskito-Stücke (записи, сделанные в 1980-х годах, для молодёжного ТВ-журнала Moskito).
18 сентября 1995 года вышел альбом Planet Punk («Планета панка»). Этот альбом был действительно более «панковским», нежели предыдущие. К его выпуску приурочили турне под названием Eine Frage der Ehre (Вопрос чести).
В том же году «Врачи» записали мини-пластинку 1, 2, 3, 4 — Bullenstaat! («1, 2, 3, 4, — полицейское государство»). Этот нарочито агрессивный панк-альбом, содержащий в себе только кавер-версии, распространялся исключительно на концертах и в фан-клубах. Чуть позже он был издан на виниле.

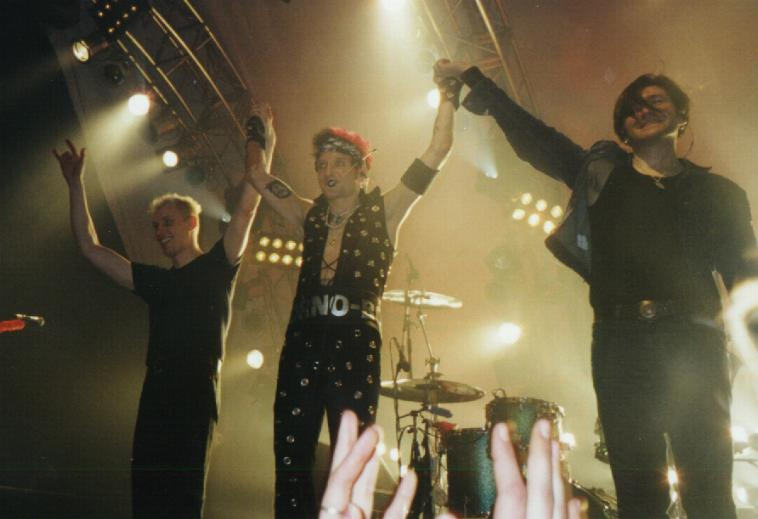
Выступление Die Ärzte в Кёльне, 1998

27 мая 1996 состоялся релиз концептуального альбома Le Frisur («Причёска»), на котором «Врачи» полностью сконцентрировались на теме важного панк-атрибута — причёски. Далее последовал масштабный тур Voodoo Lounge. Выбранное «Врачами» название — ироничное заимствование наименования альбома группы Rolling Stones, вышедшего двумя годами ранее. В этом же году были изданы две части концертных видео: Gefangen im Schattenreich von Die Ärzte («Пленённые в царстве теней Die Ärzte») и Noch mehr Gefangen im Schattenreich von Die Ärzte (Teil 2) («Ещё больше пленников в царстве теней Die Ärzte (Часть 2)»), содержавших видеозаписи концертных выступлений в период 1993—1996 годов, а также эпизоды из-за кулис.
1996 год стал годом осуществления мечты Рода и Белы Б.: их любимые рокеры Kiss давали тур по Германии и Швейцарии в связи с воссоединением группы, а «Врачи» были выбраны в качестве «разогревающей» группы. При этом музыканты играли по 75 минут за концерт. В 1997 году «Врачи» принимали участие и в последующих концертах группы Kiss. За этим последовал тур Ärzte Live («Врачи живьём»).
Начиная с 1998 «Врачи» стали писать название группы с маленькой буквы — «die ärzte». Поскольку звукозаписывающая фирма Metronome обанкротилась, музыканты основали собственный лейбл «Hot Action Records». Выпущенный 25 мая новый альбом «13» стал необычайно успешным: сингл Männer sind Schweine («Мужчины — свиньи») впервые за всю карьеру коллектива принёс первое место в чарте Германии и продержался в сотне лучших 26 недель. Песня была настолько успешной, что впоследствии группа долгое время отказывалась исполнять её на концертах. В конце 1998 года стартовал секретный тур «Paul», о котором были осведомлены лишь участники фан-клубов. Далее последовал тур «Attacke Royal», состоящий из 70-ти концертов. В этот момент группа снова находилась на грани распада. По их собственным высказываниям, музыканты «просто не могли больше видеть друг друга», поскольку в течение года они практически всё время проводили вместе.
11 ноября 1999 года состоялся релиз двойного live-альбома Wir wollen nur deine Seele («Нам нужна лишь твоя душа»), который содержит в себе концертные записи с выступлений 1994—1998 годов. Не вошедшие в альбом композиции были изданы в отдельном live-альбоме Satanische Pferde («Сатанинские лошадки») эксклюзивно для фан-клуба.

### 2000—2006 годы: Новое тысячелетие
В марте и апреле 2000 года начался очередной секретный тур Sie operieren wieder (Они снова оперируют), при этом «Врачи» выступали под псевдонимом Die Zu Späten («Припозднившиеся»). Тур состоял из двенадцати шоу, а в родном для группы берлинском клубе SO36 «Врачи» сыграли концерт вместе с группой Die Toten Hosen, которые накануне прилетели из турне по Южной Америке. «Штаны» также не афишировали своего присутствия и скрывались под именем Essen auf Rädern («Еда на колёсах»). Ещё одно выступление в качестве реванша прошло в рамках тура группы Essen auf Rädern в Дюссельдорфе.
Следующим студийным альбомом стал Runter mit den Spendierhosen, Unsichtbarer!, вышедший 23 октября 2000 года. К удивлению поклонников, диск был упакован в нежно-голубую бархатную сумку. Сингл Wie es geht был выпущен 21 августа и презентован в рамках телешоу Харальда Шмидта четырьмя днями ранее.
Накануне своего следующего концертного тура «Врачи», при содействии компании T-Online, провели двухчасовое лайв-шоу в Интернете. Трансляция «концерта по заявкам» велась из репетиционной студии и называлась Üben, Unsichtbarer!, а фанаты могли заказывать песни в онлайн чате. В том же году вышел ещё один концептуальный студийный релиз, альбом 5, 6, 7, 8 — Bullenstaat! («5, 6, 7, 8 — полицейское государство!»), который, в виде бонус-треков, включал в себя и своего предшественника, мини-альбом 1, 2, 3, 4 - Bullenstaat!. Данный релиз, хоть и считается официальной студийной пластинкой, не входит в число номерных альбомов коллектива, являясь, скорее, данью уважения классической панк-рок сцене, и своего рода традиционной для группы шуткой. Не более чем шуткой можно было назвать и выпущенный группой 5 марта 2001 года сингл Yoko Ono. Композиция длится 30 секунд, а видео к этому синглу, которое длится чуть дольше (45 секунд), вошло в Книгу рекордов Гиннеса. Летом 2001 года состоялся следующий тур «Rauf auf die Bühne, Unsichtbarer!». Наряду с Германией, Австрией и Швейцарией «Врачи» впервые выступили в Люксембурге и Италии.
Сразу после последнего концерта тура, прошедшего в Вестерланде, осенью 2001 года начался так называемый «Lesetour», посвящённый выходу в свет биографии группы Ein überdimensionales Meerschwein frisst die Erde auf («Гигантская морская свинка пожирает Землю»), где «Врачи» читали свою собственную биографию. Биография была написана фанатом «Врачей» и бывшим лидером их фан-клуба Маркусом Каргом (Markus Karg).
21 июня 2002 года на Марианненплатц в Берлине, в присутствии 35 тысяч фанатов, «Врачи» дали концерт, посвящённый 20-летию образования группы, под названием 15 Jahre netto (15 лет нетто). Здесь звучал намёк на пятилетний перерыв в истории группы (с 1988 по 1993 г.). Входной билет стоил всего 7 евро, а выступление длилось почти 3 часа. На концерте прозвучали все наиболее значимые композиции группы. В качестве сюрприза на сцене появились Хаген Либлинг, который исполнил на басу песню 2000 Mädchen, и Диане Вайгман, спевшая свою партию в Manchmal haben Frauen.
31 августа 2002 года рамках шоу MTV Unplugged прошла запись акустического выступления «Врачей» в гамбургской гимназии Альберта Швайцера. Концерт группы проходил под аккомпанемент местного школьного оркестра и хора, а также перкуссиониста Маркуса Паслика (Markus Paßlick) из группы Götz Alsmann Band. 4 ноября 2002 года был выпущен концертный альбом Rock’n’Roll Realschule, в который вошли лучшие песни с акустического концерта, а 6 декабря 2002 года появился одноимённый DVD с полной видео-версией выступления и различными бонусами.
Далее последовал небольшой перерыв во «врачебной практике». Фарин в это время отправился в сольный тур с Farin Urlaub Racing Team. В марте 2003 года под псевдонимом Nudo Tra I Cannibali (Nackt unter Kannibalen / «Голышом среди каннибалов») «Врачи» отправились в секретный тур, состоящий из десяти концертов. Название тура, прошедшего в маленьких клубах в Германии — Giocare Ai Birilli For Montagna Trasversale (Kegeln For Kreuzberg).
29 сентября 2003 года вышел в свет первый двойной студийный альбом группы Geräusch («Шум»). Сингл Deine Schuld («Твоя вина»), вновь затронул политическую тематику. Далее последовал тур Jenseits der Grenze des Zumutbaren (За гранью разумного), на разогреве играла хип-хоп группа Fettes Brot. Из-за большого спроса «Врачи» объявили дополнительный концерт 20 июня в Берлинском Wuhlheide к уже ранее запланированным выступлениям 18 и 19 июня 2004 года, на котором в итоге присутствовало порядка 20 тыс. фанатов. На этот раз зрителей разогревали Village People. Берлинцы имели возможность наблюдать часть сет-листа запланированного турне Unrockstar («Не звезда»), во время которого Род играл некоторые композиции на рояле, так же «Врачи», облачившись в школьную форму, исполняли акустическую программу. На концертах в Оберхаузене 13 и 14 декабря 2003 года было записано live-видео, которое поступило в продажу на DVD под названием Die Band, die sie Pferd nannten 23 августа 2004 года.
Перед началом грандиозного тура Unrockstar, состоявшего из 47 концертов, «Врачи» устроили себе небольшой отпуск. Заключительный концерт тура, прошедший 8 августа 2004 года, «Врачи» отыграли перед 22 тысячной аудиторией в Waldbühne в Берлине. Билеты были распроданы в течение нескольких дней. После тура последовало несколько выступлений на крупных европейских фестивалях, в том числе на Sziget Festival 2004 в Будапеште.
Осенью 2004 года был издан сборник песен группы, содержащий тексты и аккорды 262 опубликованных песен. В ноябре последовал первый тур «Врачей» по Южной Америке. Помимо прочего, они выступили в Буэнос-Айресе, Сантьяго и в Сан Карлосе на разогреве у группы La Vela Puerca.
Начиная с 30 ноября 2004 года дебютный альбом коллектива Debil был реабилитирован. Совет Федерального агентства по цензуре (BPjM), после повторного изучения, признал песни Claudia hat ’nen Schäferhund и Schlaflied безвредными. Соответственно CD был вычеркнут из списка запрещённых и вновь поступил в свободную продажу. В честь этого через год вышел альбом Devil («Дьявол»), переиздание оригинального альбома Debil 1984 года. Пластинка была дополнена бонусными треками, помимо прочего, до этого неопубликованной композицией Füße vom Tisch («Ноги прочь со стола»).
В 2005 году «Врачи» стали хедлайнерами фестиваля Hurricane в Шеесель. В конце года в продаже появился своего рода «песенник» группы под названием Die Ärzte: Notenfreund. Unterüberschrift: «Noten — Der falsche Weg zum Punkrock» («Врачи: Ноты в помощь. Подзаголовок: „Ноты — кривая дорожка к панк-року“»). В нём были опубликованы тексты, ноты и аккорды песен, рассортированные по альбомам. Песенник устроен таким образом, что его можно дополнять новыми песнями группы, которые будут выходить специальными выпусками. 6 октября 2006 года появился ещё один двойной сборник лучших песен «Врачей» под названием Bäst Of («Лучшее»). Релиз содержал все опубликованные с 1993 года синглы, а также лучшие би-сайды.
29 декабря 2006 года прошёл закрытый концерт под названием Die Ärzte, unter falschem Namen («Врачи под чужим именем»). 31 декабря 2006 года «Врачи» дали грандиозный новогодний концерт Ärzte statt Böller («Врачи вместо петард») на стадионе Rhein-Energie-Stadion в Кёльне. Билеты на концерт были раскуплены в течение двух недель. В Кёльн прибыло 45 тыс. фанатов со всей Германии. Группа выступала более трёх часов, четыре раза выходила на бис, встретив новый год прямо на сцене. На концерте «Врачи» объявили о грядущем выпуске нового альбома, который должен появиться осенью 2007 года. Впоследствии телеканал MTV выпустил документальный фильм о прошедшем концерте.

### 2007—2009 годы: Jazz ist anders, предстоящие туры и концерт в Москве

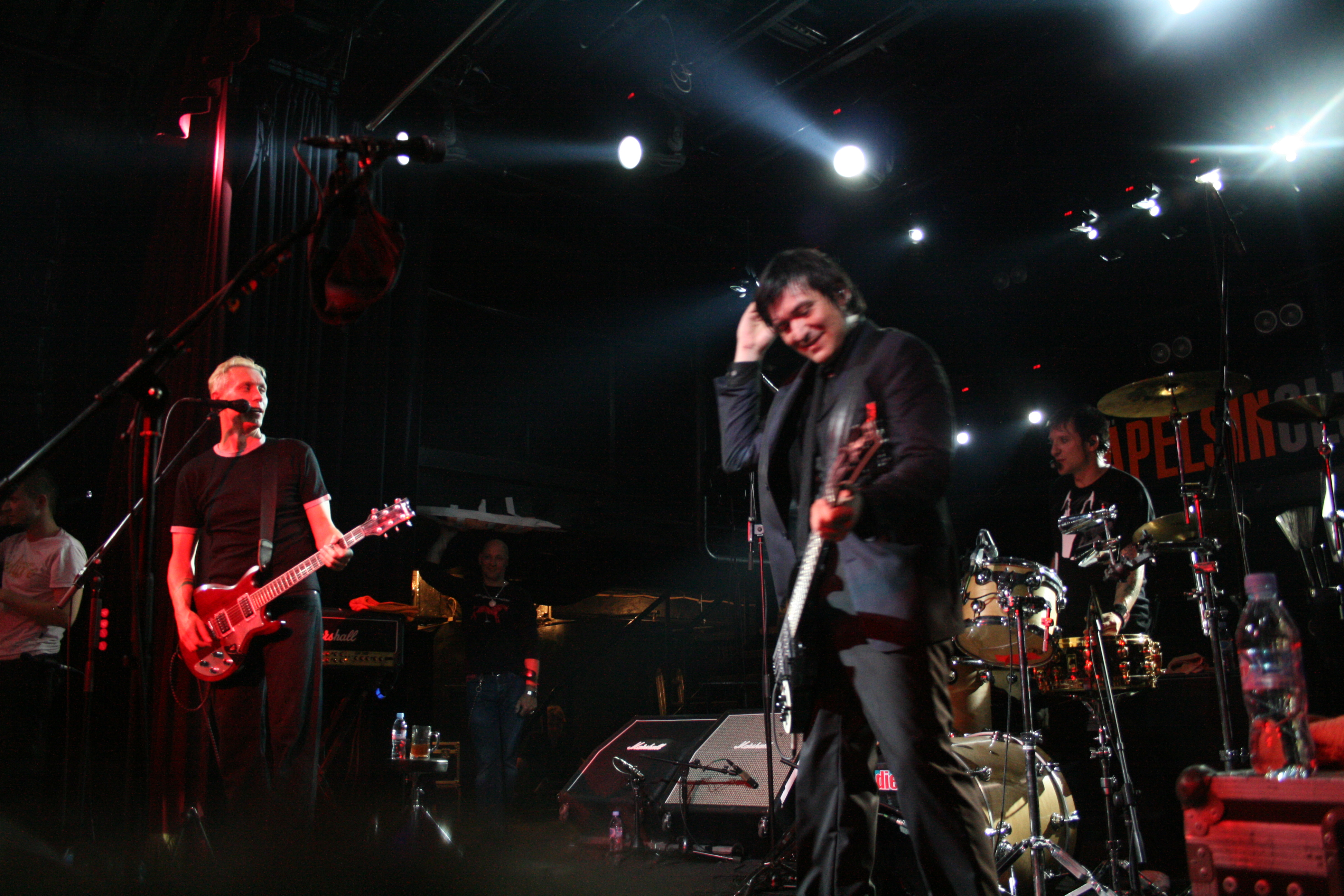
Die Ärzte в Москве, 17.05.2008

С апреля по июнь 2007 года «Врачи» занимались записью своего нового альбома Jazz ist anders («Другой джаз»). Запись в студии была прервана только ради участия в фестивалях Rock Am Ring и Rock im Park в Германии, Frequency Festival в Австрии и Open Air Gampel в Швейцарии. Этому туру было дано название Flucht-aus-dem-Studio («Побег из студии»). Чтобы дать фанатам возможность познакомиться со студийной работой музыкантов, на официальном сайте «Врачей» стали публиковаться видеофрагменты каждого рабочего дня.
В начале июня 2007 года были опубликованы даты предстоящего тура Es wird eng («Будет тесно»). Билеты на большинство концертов были раскуплены в течение трёх недель, поэтому позже были объявлены дополнительные даты.
5-го августа 2007 года, на своём официальном сайте Врачи устроили традиционный розыгрыш: музыканты объявили о смене названия группы с «die ärzte» на «die köche» (рус. «Повара»). Полностью изменился дизайн сайта, привычный логотип группы изменился с ä на ö. Альбомы и синглы так же поменяли свои названия, а BelaFarinRod превратились в BellaFarianRodrigor (на итальянский манер). В конце августа на bademeister.com была опубликована обложка будущего альбома группы die köche, который называется «Jazz isst anders» («Джаз ест другое»), а также его трек-лист, где названия всех песен были переиначены на кулинарную тему. Первый сингл «Junge» («Парень»), радио-премьера которого состоялась 31 августа 2013, до последнего анонсировался как «Küchenjunge» (Поварёнок).
Месяцем ранее, 26 июля 2007 года, в городе Хеннигсдорф близ Берлина на сингл «Junge» был снят видеоклип, режиссёром которого выступил Норберт Хайткер (Norbert Heitker). Долгожданный сингл вышел 5 октября, а премьера нового видео состоялась 14 сентября на телеканале MTV. Однако показана была лишь лайт-версия, т.к. из-за жестоких сцен демонстрация полной версии клипа была разрешена лишь после 22.00. Вслед за синглом последовал новый альбом Jazz ist anders (Джаз это другое), релиз которого состоялся 2 ноября 2007 года. Этот альбом группа записала самостоятельно, впервые с 1984 года. Вслед за появлением альбома были объявлены даты тура Jazzfäst (Праздник джаза), старт которого был намечен на май 2008 года. В начале 2018 года группа выпустила ещё два сингла: 18 января Lied vom Scheitern и 11 апреля Lasse redn.
17 мая 2008 года группа дала концерт в России в столичном клубе Апельсин в рамках открытия Jazzfäst Tour. Кроме местных поклонников, концерт посетило большое количество специально приехавших в Москву членов официального фан-клуба. Тур протяжённостью в 50 концертов (из них 6 концертов группа отыграла в Берлине) проходил течение лета, а завершающим стало выступление на фестивале Rock am See.
26 сентября 2008 Sony выпустила DVD-переиздание концерта Die Beste Band der Welt (… und zwar live!), ранее выходившего на VHS в 1988 году. В декабре 2009 года Die Ärzte выпускают тройной сингл «PerfektHimmelblauBreit», также содержащий видеоклип в виде flash-игры. Тем самым группа поставила точку на «джазовом» периоде.

### 2011—2014: Альбом Auch, секретный тур и крупные туры по Германии
В начале января 2011 года, после длительного молчания, группа размещает на своём официальном сайте обращение, в котором в частности говорилось, что трио «не хочет раскрывать все секреты сразу», но подсказывают, что «начало года будет несколько напряжённым» и советовали запомнить следующие даты: 2 апреля, 13 июля, 15 июля, 4 октября, а также свой собственный день рождения. Примечательно, что ни в один из указанных дней ничего, связанного с деятельностью музыкантов, не произошло.
28 марта коллектив заявил о готовящемся туре некой «всем известной» группы под названием «Laternen-Joe» и поделился ссылкой на сайт www.laternen-joe.de. На сайте была представлена краткая информация о коллективе, несколько композиций, в которых легко узнавались голоса Фарина, Белы и Рода, и информация о грядущем туре. Были назначены 8 концертов: шесть в Германии, по одному в Австрии и Швейцарии. Попасть на концерт в этот раз стало не просто: билет можно было заказать только на индекс того города, где будет проводиться концерт. Продажа билетов началась в 9 утра 28-го марта, и уже вечером того же дня билеты на 7 из 8 концертов были полностью распроданы. В итоге всё это оказалось очередным «секретным туром» Die Ärzte под фальшивым названием, что благодаря интернет-порталам стало понятно за долго до старта концертов. 1 сентября группа объявила концертные даты на 2012 год: большое турне под шокирующим, на первый взгляд, названием «DAS ENDE ist noch nicht vorbei» (КОНЕЦ ещё не наступил).
15 ноября менеджер группы Аксель Шульц в открытом письме к фан-клубу заявил, что в ближайшем времени группа возьмёт первый в своей истории «официальный перерыв». Также из письма стало известно, что официальный фан-клуб отныне таковым не является. Основной причиной отказа группы от своего фан-клуба стало недовольство музыкантов касаемо публикуемой фан-клубом информации. Будучи уже неофициальным, DÄFC (Die Ärzte Fanclub) просуществовал до конца 2012 года.
В декабре 2011 Врачи дали два уникальных концерта в дортмундском «Westfalenhalle»: 19.12 XX-концерт — только для женщин, 20.12 XY-концерт — только для мужчин. Примерно в это же время состоялось болезненное расставание с Томасом «Schwarwel» Мейтчем — арт-директором Die Ärzte, который является автором всех графических работ (атрибутика, логотипы, плакаты, веб-сайт и т. д.) и оформления альбомов Врачей c 1993 года, а также сольной группы Фарина. Новым арт-директором стал Феликс Шлютер.
В январе 2012 стало известно, что новый альбом будет называться «auch» и выйдет 13 апреля, а в начале февраля была обнародована обложка альбома. Первый сингл под названием ZeiDverschwÄndung вышел 2 марта и позже был представлен в шоу Харальда Шмидта на немецком телевидении. В течение месяца на официальном канале YouTube bademeisterTV периодически стали появляться различные видео-материалы так или иначе относящиеся в грядущему альбому. 3 апреля туда просочился клип на песню Sohn der Leere, который был вскоре удалён. За три дня до релиза на том же канале были опубликованы все песни альбома.
Альбом auch вышел 13 апреля 2012 года. В него вошло 16 песен, а также 32 видеоклипа, по 2 на каждую композицию — один мультипликационный и один «Performance», где группа играет песню «вживую» при различных декорациях. По рассказам самих участников группы, данный релиз создавался в очень непривычной и нервной обстановке, и что былой сплочённости добиться не получилось.
После грандиозного тура «DAS ENDE ist noch nicht vorbei», последовал осенний «DAS COME BACK TOUR». В начале ноября 2012 на официальном сайте было объявлено о выступлении группы на российском рок-фестивале Kubana 2013, которое позже было отменено. Причиной отмены выступления в России были указаны как «личные». В конце концов стало известно, что группа приняла решение отменить выступление из-за конфронтации с организаторами, которые предоставили группе только 45 минут на сцене, вместо желаемых 1:15. Помимо «DAS COME BACK TOUR», были опубликованы различные даты летних концертов Врачей, в том числе концерты в Варшаве и Праге, в рамках июньского мини-тура «DAS COMEBACK IST NOCH NICHT VORBEI!». Так же, в рамках большого опен-эйр тура «ÄRZTIVALS 2013» (июнь-август 2013), прошли два гигантских концерта в берлинском Темпельхофе, где днём ранее состоялось выступление Die Toten Hosen.
В пятницу, 13 сентября 2013 года, группа выпустила концертный DVD/BluRay-альбом, который называется Die Nacht Der Dämonen и содержит в себе более 6 часов концертного видео и бонусов. Концерт также доступен на CD, виниле и в цифровой версии.

### 2018 — настоящее время: возвращение, альбомы «Hell» и «Dunkel»
После по-настоящему насыщенного и увлекательного отрезка в истории группы, коллектив взял очередной перерыв в своём совместном творчестве. По традиции, Бела, Фарин и Род, проведя какое-то время в отпусках, принялись за индивидуальные проекты. За время паузы Бела выпустил два сольных альбома, «Bye» (2014) и «Bastard» (2017), поучаствовал в создании нескольких кинофильмов и аудиокниг, а также выпустил собственную книгу — роман «Scharnow» (2019). Фарин тоже отличился особенно активным сольным творчеством: на его счету альбом «Faszination Weltraum» (2014), концертный альбом «Danger!» (2015) (все — Farin Urlaub Racing Team), сборник редких демо-записей «Berliner Schule» (2017), а также серия из четырёх книг с фото-работами. Род продолжил своё участие в группах ¡Mas Shake! и Abwärts, а также снялся в документальном фильме «El Viaje» (2016). Не обошлось и без официальных релизов, связанных с die Ärzte: новая биография группы под названием «Das Buch Ä» вышла в свет 1 ноября 2016 года. Издание является доработанной версией предыдущей биографии, вышедшей в 2001 году, с дополнениями истории до наших дней. При создании книги группа попросила фан-сообщество поделиться собственными фотоматериалами с концертов, с последующим указанием авторов фото в списке создателей книги.
Во время проведения фестиваля «Rock Am Ring 2018» организаторы объявили о том, что в рамках следующего Rock Am Ring/Rock Im Park 2019 состоится триумфальное возвращение die Ärzte, хедлайнерами которого группа уже была в 2007 году и их выступление до сих пор считается одним из самых ярких шоу за историю фестиваля. На официальном сайте коллектив разместил информацию, что это будут единственные концерты в Германии в 2019 году.
Вопреки уверениям, что раньше 2019 года их ждать не стоит, 9 июня 2018 года die Ärzte вышли на сцену зала Waldbühne в родном Берлине. Это замечательное событие произошло во время концерта дружественной группы Beatsteaks и стало для всех приятным сюрпризом. Врачи поднялись на сцену уже после того, как хозяева шоу отыграли основную программу. Толпа ликовала, Бела не скрывал своих тёплых чувств, а Фарин извинился за то, что они должны были быть на разогреве, но как всегда оказались «zu spät» (рус. «Слишком поздно» — отсылка к одноимённой песне коллектива). В итоге были исполнены две песни: Hurra и Schrei nach Liebe, после чего они откланялись, сославшись на возникшие проблемы со слухом у Фарина, что являлось отсылкой к Кампино, который за день до этого отменил концерт на той же площадке из-за внезапной глухоты.
Само по себе неожиданное появление die Ärzte на сцене породило множество слухов о ближайшем будущем группы. Оброненную Фарином фразу «Дома (в Берлине) играть круче, чем на Рок ам Ринг», некоторые фанаты интерпретировали как знак, что выступление на крупнейшем рок-фестивале Европы — не единственный из сюрпризов, что публика может ожидать в 2019 году. Чуть позже были добавлены два фестивальных выступления: Novarock (Австрия) и St.Gallen Open Air (Швейцария). Осенью того же года на официальном сайте было объявлено, что die Ärzte отправляются в один из самых необычных туров в своей карьере: «Miles & More Tour», который пройдёт в мае 2019 и охватит 10 европейских городов в ненемецкоязычных странах. Концерты прошли в Варшаве, Амстердаме, Праге, Лондоне, Загребе, Милане, Люксембурге, Любляне, Страсбурге и Брюсселе. Ранее Род высказывался на счёт того, что туры за пределами немецкоязычных стран могут стать преемниками традиционных секретных концертов, которые стало практически невозможным сохранять в тайне из-за социальных сетей.
В ноябре 2018 года в свет вышел первый в истории группы бокс-сет под названием «SEITENHIRSCH». Издание содержит в себе 33 CD-диска: все официальные аудио-релизы группы + демо-записи, упакованные в 11 медиа-книгах в стиле комиксов. Многие поклонники возмутились тем, что в издании был допущен ряд ошибок связанных с оформлением и содержанием релиза, а качество записей с гигант-сборника местами уступает оригинальным альбомным версиям.
Весной 2019 года музыканты в очередной раз заинтриговали своих поклонников: на сайте группы появилась своеобразная загадка, в которой требовалось по буквам угадать спрятанное слово. Буквы можно было угадывать по одной раз в неделю. Загаданным словом оказалось «Absсhied!» (нем. — Прощание), что было воспринято фанатами как однозначное прощание группы с публикой. Но Die Ärzte не были бы собой, если бы через некоторое время не объявили о выпуске первого за 6 лет студийного сингла под названием «Drei Mann — Zwei Songs», содержащего два полноценных трека — «Absсhied» и «Rückkehr» (рус. — Возвращение), однозначно подтвердив, что группа ни с кем не прощается и в ближайшее время фанатов ждёт что-то совершенно новое. Декабрь 2019 года ознаменовался появлением информации о готовящемся туре, который должен был начаться в ноябре 2020 года. Билеты на концерты тура были традиционно распроданы в считанные часы. Впоследствии, из-за пандемии COVID-19, тур сначала был полностью перенесён на конец 2021 года, а в сентябре 2021 группа приняла решение отменить тур, по причине того, что ситуация с ограничениями посещаемости мероприятий в большинстве регионах Германии на тот момент не была решена. Единственным выступлением отменённого тура, которое удалось провести, стал концерт в австрийском Бад-Хофгастайне, на котором присутствовали 18 000 зрителей.
21 августа 2020 года музыканты выпустили сингл «Morgens Pauken» и объявили, что первый за 8 лет студийный альбом выйдет 23 октября под названием «Hell». За две недели до выхода пластинки группа презентовала второй сингл «True Romance», который занял первое место в чарте Германии. Сам альбом также удостоился первого места. Таким образом, начиная с альбома «13» (1998), каждый студийный релиз группы занимает первые места в немецком топ-100.
Весной 2021 года были опубликованы анонсы новых концертных туров. С помощью традиционного интерактива на официальном сайте был объявлен уникальный концертный тур «Berlin Tour MMXXII», включающий в себя 9 клубных шоу и 4 выступления на открытых площадках, которые будут проходить только на территории Берлина, а также тур «Buffalo Bill in Rom», с большими концертами в Германии, Австрии и Швейцарии. В сумме оба турне охватывают весну, лето и осень 2022 года.
В июне стало известно, что несмотря на то, что с момента выхода предыдущего студийного альбома не прошло и года, группа анонсирует выход нового альбома «Dunkel», который содержит 19 новых песен и увидел свет 24 сентября 2021 года. Первый сингл с новой пластинки «Noise», в который вошли, кроме заглавной композиции, ещё два би-сайда, вышел 10 сентября 2021 года на виниле и в цифровом формате, и в первую неделю занял 4 место в чарте Германии.
Летом 2022 года коллектив анонсировал очередной тур-альбом «Nummus Cecidit», который будет доступен для покупки во время «Buffalo Bill in Rom Tour» и летних концертов «Berlin Tour MMXXII». Ранее уже отличавшись уникальными релизами (5,6,7,8 — Bullensaaat! и Jazz ist Anders Economy), на этот раз в сборник вошли 13 песен, преимущественно из альбомов «Hell» и «Dunkel», исполненные в стилях ска и рокабилли.
Вопреки слухам, что группа в скором времени может прекратить своё существование, 2023 год стал по-настоящему насыщенным в жизни коллектива: три клубных шоу в Швеции, Дании и Люксембурге, хэдлайн-выступления на крупных фестивалях Greenfield, Southside, Nova Rock, Hurricane, Frequency Festival и Highfield, а так же объявленный за неделю до начала и моментально распроданный тур «Herbst des Lebens 2023». Кроме того, на 23 и 24 августа 2024 года запланированы два гигантских концерта в берлинском Темпельхофе, которые получили комичное название «OMG Die Ärzte LOL».
В конце лета 2023 года Врачи выпустили очередной необычный релиз «Nackt im Wind – Die Berlin Tour MMXXII» — фото-книга, в которой задокументирован берлинский тур 2022 года с QR-кодами для прослушивания записей с концертов.

## Дискография

### Студийные альбомы
- 1984 год: Debil
- 1985 год: Im Schatten der Ärzte
- 1986 год: Die Ärzte
- 1988 год: Das ist nicht die ganze Wahrheit…
- 1993 год: Die Bestie in Menschengestalt
- 1995 год: Planet Punk
- 1996 год: Le Frisur
- 1998 год: 13
- 2000 год: Runter mit den Spendierhosen, Unsichtbarer!
- 2003 год: Geräusch
- 2007 год: Jazz ist anders
- 2012 год: Auch
- 2020 год: Hell
- 2021 год: Dunkel

### Концертные альбомы
- 1988 год: Nach uns die Sintflut (live)
- 1999 год: Wir wollen nur deine Seele (live)
- 2000 год: Satanische Pferde (live, издание только для фан-клуба)
- 2002 год: Rock'n'Roll Realschule (live, MTV Unplugged)
- 2013 год: Die Nacht der Dämonen (live)
- 2023 год: die ärzte: Nackt im Wind – Die Berlin Tour MMXXII (фото-книга, в которой задокументирован берлинский тур 2022 года с QR-кодами для прослушивания аудиофайлов с концертов)

### Сборники и компиляции
- 1987 год: Ist das alles? – 13 Höhepunkte mit den Ärzten (сборник лучших и новых песен)
- 1987 год: Ab 18 (мини-альбом, содержащий в себе запрещённые для несовершеннолетних в Германии песни)
- 1989 год: Die Ärzte früher! – Der Ausverkauf geht weiter! (сборник раритетных и неизданных песен)
- 1994 год: Das Beste von kurz nach früher bis jetze (сборник лучших песен)
- 2001 год: 5, 6, 7, 8 – Bullenstaat! (побочный «тур»-альбом, содержащий короткие панк-песни и кавер-версии)
- 2001 год: Männer haben kein Gehirn (аудиокнига в честь выхода официальной биографии группы)
- 2001 год: Die Ärzte (сборник для Японии)
- 2005 год: Devil (переиздание альбома Debil)
- 2006 год: Bäst of (сборник всех синглов и лучших би-сайдов с 1993 года)
- 2007 год: Jazz ist anders (Economy) (альтернативная версия альбома Jazz ist anders)
- 2018 год: Seitenhirsch — Deluxe Box-Set (коллекционный бокс-сет из 33 CD-дисков, содержащий в себе все официальные аудио-релизы группы + демо-записи)[55]
- 2019 год: They’ve Given Me Schrott! — Die Outtakes (сборник редких песен, записанных на репетициях и демо-сессиях группы)[56]
- 2022 год: Nummus Cecidit («тур»-альбом, содержащий переделанные песни в стилях ска и рокабилли)[57]

### Концерты на VHS/DVD/Blu-Ray
- 1988 год: Die Beste Band der Welt (… und zwar live) I
- 1989 год: Die Beste Band der Welt (… und zwar live) II
- 2002 год: Unplugged Rock’n’roll Realschule
- 2004 год: Die Band, die sie Pferd nannten
- 2008 год: Die beste Band der Welt (…und zwar live!) (переиздание)
- 2013 год: Die Nacht der Dämonen

### Синглы
- 1984 год: Paul
- 1985 год: Zu spät
- 1985 год: Wegen dir
- 1986 год: Du willst mich küssen
- 1986 год: Für immer
- 1986 год: Ist das alles?
- 1987 год: Gehn wie ein Ägypter
- 1987 год: 2000 Mädchen
- 1988 год: Radio brennt
- 1988 год: Ich ess' Blumen
- 1988 год: Westerland
- 1988 год: Zu spät (Hit Summer Mix '88)
- 1989 год: Teenager Liebe
- 1989 год: Bitte bitte
- 1993 год: Schrei nach Liebe
- 1993 год: Mach die Augen zu
- 1994 год: Friedenspanzer
- 1994 год: Quark
- 1995 год: Ein Song namens Schunder
- 1995 год: Hurra
- 1995 год: 3-Tage-Bart
- 1996 год: Mein Baby war beim Frisör
- 1998 год: Ein Schwein namens Männer
- 1999 год: Goldenes Handwerk
- 1999 год: 1/2 Lovesong
- 1999 год: Rebell
- 1999 год: Elke (live)
- 2000 год: Wie es geht
- 2000 год: Manchmal haben Frauen…
- 2001 год: Yoko Ono
- 2001 год: Rock’n’Roll-Übermensch
- 2002 год: Komm zurück / Die Banane (unplugged)
- 2003 год: Unrockbar
- 2003 год: Dinge von denen
- 2004 год: Nichts in der Welt
- 2004 год: Deine Schuld
- 2004 год: Die klügsten Männer der Welt
- 2007 год: Junge
- 2008 год: Lied vom Scheitern
- 2008 год: Lasse redn
- 2009 год: HimmelblauPerfektBreit (тройной сингл)
- 2012 год: zeiDverschwÄndung
- 2012 год: M+F
- 2012 год: Ist das noch Punkrock? (DIE ÄRZTE vs. LATERNEN-JOE)
- 2013 год: Waldspaziergang mit Folgen / Sohn der Leere
- 2019 год: Drei Mann — Zwei Songs
- 2020 год: Ein Lied für Jetzt
- 2020 год: Morgens Pauken
- 2020 год: True Romance
- 2021 год: Achtung: Bielfeld
- 2021 год: Ich, am Strand
- 2021 год: Noise
- 2021 год: Kraft
- 2022 год: Dunkel
- 2024 год: Demokratie

### EP, промосинглы и прочее
- 1983 год: Zu schön, um wahr zu sein! (первый студийный релиз коллектива, EP)
- 1984 год: Uns geht’s prima… (EP)
- 1985 год: Original Ärztesoundtrack zum Film «Richy Guitar» (саундтрек к фильму)
- 1988 год: Der Ritt auf dem Schmetterling (лимитированное приложение к концертному альбому «Nach uns die Sintflut»; инструментальная Live-версия запрещённой песни «Geschwisterliebe»)
- 1989 год: Die Ärzte (мини-альбом, выпущенный на территории ГДР без ведома группы)
- 1994 год: 1, 2, 3, 4 — Bullenstaat! (EP c кавер-версиями, распространялся только на концертах и в фан-клубе)
- 1995 год: Rod loves you (промосингл только для радиостанций и фан-клуба)
- 1999 год: Zu Spät (Live) (промосингл к live-альбому «Satanische Pferde», был доступен для скачивания только 1 день, 24.12.1999)[58]
- 1999 год: Invasion Der Vernunft II (дополнение к live-альбому «Wir Wollen Nur Deine Seele», содержит диалоги и шутки между песнями, записанные во время концертов. Выпущено в виде адвент-календаря на официальном сайте в декабре 1999 года)[59][60]
- 2002 год: Die Ärzte & Garlic Boys (сплит-сингл в поддержку японского тура 2002 года совместно с группой Garlic Boys. Содержит песню «Wie es geht»)[61][62]
- 2020 год: Klaus, Peter, Willi & Petra (студийная живая запись, выпущенная как подарок в честь 20-летия сайта kill-them-all.de)[63]
- 2021 год: Abends Billy (рокабилли-версия сингла «Morgens Pauken», вышедшая на мягкой пластинке как приложение к журналу Musikexpress 10/2021)[64]
- 2021 год: Abends Skanken (ска-версия сингла «Morgens Pauken», вышедшая на мягкой пластинке как приложение к журналу Visions 10/2021)[65]
- 2021 год: Etwas Neues Demo (демо-версия сингла «Noise», вышедшая только в цифровом варианте на официальном сайте с лимитированным количеством скачиваний)[66]

### Совместные работы
- 1996 год: «Rockgiganten vs. Straßenköter» с группой Terrorgruppe, сплит-сингл, где каждая группа играет по две песни «противника»
- 1997 год: «Sie hacken auf mir rum» с Томасом Д. (нем. Thomas D), в его альбоме «Solo» (T: Thomas D; M: Urlaub, Felsenheimer)
- 1999 год: «Punk ist …» с группой Götz Alsmann Band, на сингле «Rebell»
- 2019 год: «Big Data» Bonaparte feat. Farin Urlaub & Bela B. из альбома Bonaparte «Was Mir Passiert»[67]

### Видео-сборники, фильмы и прочее
- 1985 год: Richy Guitar (художественный фильм)
- 1996 год: Gefangen im Schattenreich von Die Ärzte (1 часть сборника тур-видео 93-96 годов)
- 1996 год: Noch mehr gefangen im Schattenreich von Die Ärzte (2 часть сборника тур-видео 93-96 годов)
- 2000 год: Killer (видеоклипы с 1994 по 2000 год + бонусы)
- 2003 год: Vollkommen gefangen im Schattenreich von die ärzte (DVD включает в себя переиздание двух частей сборника тур-видео 93-96 годов)
- 2009 год: Overkiller (видеоклипы с 2000 по 2009 год + бонусы)